# بویوک قاجار
بویوک قاجار (به لاتین: Böyük Qacar) یک منطقه مسکونی در جمهوری آذربایجان است که در شهرستان بردع واقع شده است. بویوک قاجار ۳۳۷ نفر جمعیت دارد.